# Lorenzo (Texas)
Lorenzo è un comune degli Stati Uniti della contea di Crosby, nello stato del Texas. La popolazione era di 1,147 persone al censimento del 2010. Fa parte dell'area statistica metropolitana di Lubbock.

## Geografia fisica
Lorenzo è situata a 33°40′18″N 101°32′10″W (33.671618, -101.536233).
Secondo lo United States Census Bureau, ha un'area totale di 1,0 mi² (2,59 km²).

## Società

### Evoluzione demografica
Secondo il censimento del 2000, c'erano 1,372 persone.

### Etnie e minoranze straniere
Secondo il censimento del 2000, la composizione etnica della città era formata dal 64,65% di bianchi, il 6,63% di afroamericani, l'1,24% di nativi americani, lo 0,07% di asiatici, il 25,15% di altre razze, e il 2,26% di due o più etnie. Ispanici o latinos di qualunque razza erano il 54,01% della popolazione.